# Doss Cappello
Il Doss Cappello (Dos Capèl in dialetto predazzano) è una montagna delle Alpi alta 2.266 m s.l.m.. È situato tra il Monte Agnello e il Passo Feudo, nelle Dolomiti di Fiemme, in comune di Predazzo. Vi sono allocati alcuni ripetitori, tra i quali quelli della RAI. Il nome deriva dal fatto che la forma della montagna ricorda quella di un cappello.

## Sentiero geologico

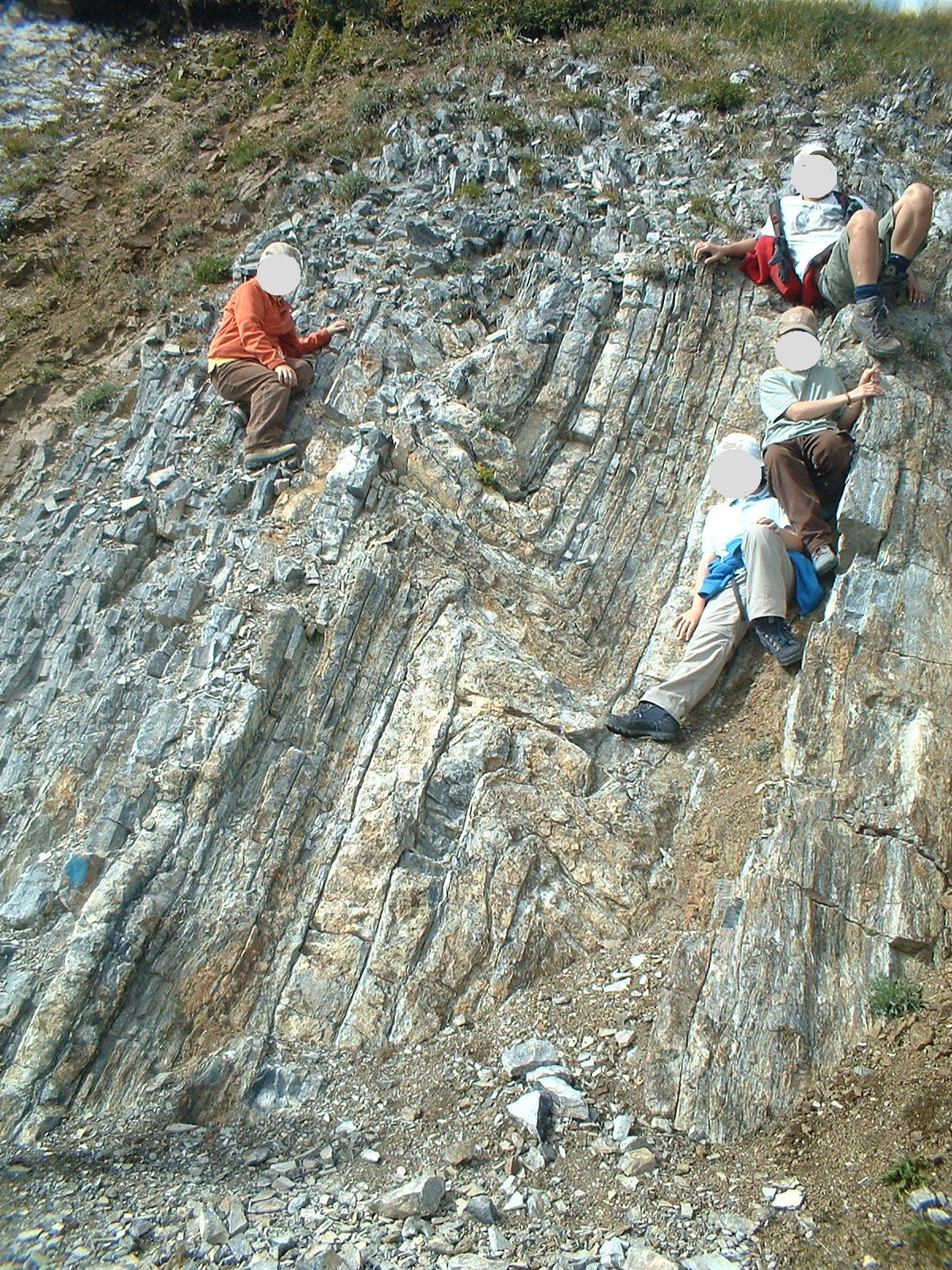
Kink band in sequenza sedimentaria (Formazione di Livinallongo, Ladinico Inferiore, sentiero geologico del Dos Capèl, Predazzo)

Il sentiero geologico del Dos Capèl è un percorso escursionistico di media difficoltà. Ideato negli anni ‘70, è il primo sentiero geo-turistico realizzato in Italia. Con la collaborazione del Museo Geologico delle Dolomiti di Predazzo, il comune di Predazzo, il Muse di Trento e Latemar MontagnAnimata il sentiero è stato completamente rinnovato e inaugurato a luglio 2017. Sul sentiero ci sono 13 postazioni tematiche che raccontano le Dolomiti “dal vero” con illustrazioni dell’artista portoghese Bernardo Carvalho e semplici testi esplicativi per guidare gli escursionisti nella storia del mondo fino a 250 milioni di anni fa. Tale "museo a cielo aperto" parte dal Passo Feudo (2.190 m s.l.m.), raggiungibile a piedi da Pampeago o tramite gli impianti di risalita dello Ski Center Latemar da Predazzo.